# Veratrum insolitum
Veratrum insolitum là một loài thực vật có hoa trong họ Melanthiaceae. Loài này được Jeps. miêu tả khoa học đầu tiên năm 1921.